# Geissorhiza alticola
Geissorhiza alticola är en irisväxtart som beskrevs av Peter Goldblatt. Geissorhiza alticola ingår i släktet Geissorhiza och familjen irisväxter. Inga underarter finns listade i Catalogue of Life.